# Lago Sammamish
El lago Sammamish es un cuerpo de agua dulce de Estados Unidos, situado en el condado de King en el estado de Washington.
Se encuentra situado al este del lago Washington y al oeste de la llanura de Sammamish, a 13 kilómetros de Seattle. Tiene una longitud de 11 kilómetros y su anchura máxima es de 2 kilómetros. Sus aguas se dirigen al lago Washington a través del río Sammamish. Se extiende de norte a sur desde la ciudad de Issaquah en el sur a Redmond en el norte. El lago acoge diferentes actividades náuticas, como remo y esquí acuático.
La zona que rodea el lago Sammamish ha sido, en los últimos tiempos, la que ha tenido un mayor crecimiento en el área metropolitana de Seattle. A partir de finales de los años 1990 y al principio del siglo XXI, las ciudades de Redmond, Snoqualmie, Fall City, Issaquah y Bellevue han crecido sustancialmente. Una nueva ciudad se incorporó en 1999, Sammamish, debido al crecimiento urbano.
El lago Sammamish limita con el parque Marymoor en el extremo norte del lago, con el Parque Estatal del Lago Sammamish al sur y con el East Lake Sammamish Trail.
En las proximidades del lago se encuentra la sede de Microsoft.